# Diadegma balticum
Diadegma balticum là một loài tò vò trong họ Ichneumonidae.